# San Zeno di Montagna
San Zeno di Montagna (San Xén de Montàgna in veneto) è un comune italiano di 1 506 abitanti della provincia di Verona in Veneto.

## Geografia fisica
Il territorio comunale occupa una parte della catena del Monte Baldo, che separa il lago di Garda dalla Vallagarina e dal fiume Adige. Sorge in una posizione panoramica sovrastante l'alta costa veronese del Garda.
Confina con i seguenti comuni: a nord con Brenzone sul Garda, a nord-est con Ferrara di Monte Baldo, a sud-est con Caprino Veronese, a sud con Costermano e ad ovest con Torri del Benaco.
È facilmente raggiungibile grazie al casello sull'Autostrada A22 di Affi-Lago di Garda sud, situato a circa 13 km da San Zeno.

### Inquadramento geomorfologico
Il territorio del comune di San Zeno di Montagna si inserisce lungo il versante occidentale del Monte Baldo, caratterizzato da una serie di piccole valli che confluiscono, quasi tutte nel Lago di Garda o vengono intercettate dalla Val dei Lumini che le convoglia verso la piana di Caprino. Analizzando la morfologia del territorio è possibile osservare come esso derivi dall’azione di un insieme di agenti morfogenetici cioè fenomeni fisico/chimici che possono modificare o generare le forme e le caratteristiche dei depositi ed in particolare:
1. i corsi d'acqua che comportano la formazione di solchi torrentizi vicini e paralleli che scorrono lungo canyon terminanti a forma di cuneo nella parte centrale del versante;
2. il carsismo di superficie (fenomeni epigei) e di profondità (fenomeni ipogei) che ha prodotto varie morfologie, creando dei caratteristici paesaggi glacio-carsici;
3. il ghiacciaio del Garda che durante il Quaternario ha interessato l’area con movimenti delle lingue glaciali caratterizzate da più fasi di espansione alternate a fasi interglaciali di ritiro con fenomeni erosivo - deposizionali estesi ed incisivi.[8]

### Inquadramento geologico-stratigrafico
Il territorio del comune di San Zeno di Montagna è posto sul versante occidentale della dorsale del Monte Baldo e si sviluppa parallelamente al ramo stretto del lago di Garda. Il Monte Baldo è costituito principalmente da una piega anticlinale asimmetrica (con asse a direzione NNE-SSO) con la convessità disposta verso l'alto. La sua origine è legata alle intense spinte compressive del Miocene, generatesi in seguito alla collisione tra la placca africana e la placca euroasiatica, avvenuta nel Cretacico superiore e, secondariamente, ai movimenti connessi all'intrusione del plutone dell'Adamello che determinò lo scollamento dal basamento delle Prealpi Bresciane (verso S-E).

### Inquadramento Idrografico
Nell’area del Monte Baldo, sia le sorgenti, sia la circolazione idrica superficiale sono condizionati dalla piovosità stagionale e dalle precipitazioni meteoriche; il regime dei corsi d’acqua è, infatti, prevalentemente di tipo torrentizio: le incisioni delle valli raccolgono ingenti quantità d’acqua durante gli eventi piovosi ma ritornano rapidamente asciutti poco dopo il termine delle precipitazioni.

### Inquadramento Idro-geologico
Lo sviluppo della circolazione idrica sotterranea è legata alle caratteristiche di permeabilità di ciascuna delle litologie presenti. Infatti nel caso del territorio del comune di San Zeno di Montagna si possono distinguere due ambiti idrogeologici distinti: quello degli acquiferi rocciosi e quello degli acquiferi porosi dei depositi sciolti.
1. Depositi di Conoide: in corrispondenza di questi depositi la falda è libera e la trasmissività è da molto elevata a buona;
2. Accumuli morenici miste a detrito: questi depositi, dotati di buona permeabilità, possono ospitare delle falde idriche talora di relativo interesse benché a carattere stagionale.[6]

### Fattori climatici
Il territorio del comunale, dal punto di vista climatico, si colloca in un’area compresa tra il Clima temperato umido della pianura ed il clima alpino della zona alpina. Le condizioni sono variabili e complesse grazie alla grande differenza di altitudine, alla diversa esposizione dei versanti ed alla ventilazione. Il clima di tipo mediterraneo, (come ci indica la presenza dell'olivo) è presente nella parte meno elevata ed è caratterizzato da estati secche, inverni non troppo rigidi e precipitazioni concentrate nelle stagioni intermedie. La temperatura media annua è stabile sui 13 °C (circa 3 °C in gennaio e 23 in luglio) mentre le precipitazioni piovose sono comprese tra i 900 ed i 950 mm/anno. Salendo di quota le temperature diventano più rigide, tra gli 800 ed i 900 m la media oscilla tra i 9 ed i 10 °C e le precipitazioni annue si aggirano sui 1.300 mm con un’umidità relativa media del 60-65%. Intorno ai 1.000 m di quota le medie annuali variano tra gli 8 e i 9 °C (1-2 °C in gennaio e tra i 17 e i 19 °C in luglio). In prossimità delle creste più elevate la temperatura media del mese di gennaio è di -4 °C e di circa 14 °C quella di luglio. Sono più abbondanti nel mese di febbraio le precipitazioni nevose, più consistenti oltre i 900 m, dove la durata dell’innevamento supera la durata di 30 gg. Mediamente, i giorni di cielo sereno o poco nuvoloso variano tra i 190 ed i 260, mentre, sono circa 100 quelli con precipitazioni. L'intera zona è caratterizzata dalla presenza di micro-correnti e brezze che spirano soprattutto dal lago verso l’alto. Queste sono responsabili delle condensazioni e delle nuvole estive che si notano sulle cime del Baldo e delle condizioni di clima mediterraneo che caratterizzano alcune strette e ripide valli fino ad alta quota.

### Flora e fauna
La superficie del comune di San Zeno di Montagna è di 2.825,75Ha , composta dal:
1. 62% di superficie boscata;
2. 28% con prati/pascoli;
3. 5% da castagneti da frutto;
4. 0,14% da oliveti e parte della superficie urbanizzata.[9]

Nel comune sono presenti 40 aziende agricole ad indirizzo zootecnico (vacche da latte) e 10 allevamenti ovini/caprini ciò è stato rilevato in base ai dati del censimento ISTAT agricoltura 2000. L'attività zootecnica ha grande valenza insieme alla coltivazione di alberi da frutto (circa 135, dal censimento ISTAT agricoltura 2000) composti per la maggior parte da castagni, le cui zone si mescolano con la superficie investita dal bosco. I castagneti da frutto, infatti, risultano essere uno dei prodotti agricoli tra più pregiati nel territorio comunale di San Zeno.
Per quanto riguarda la fauna, il Monte Baldo possiede una grande ricchezza e varietà di specie presenti con numerosi endemismi soprattutto tra gli invertebrati. Tra gli anfibi troviamo la presenza dell'ululone dal ventre giallo (Bombina variegata) specie sempre più rara nel contesto alpino. I volatili sono forse la specie che più rappresenta la componente di ricchezza quantitativa e qualitativa. Il loro numero è direttamente correlato alla fascia dell'altitudine e all’habitat relativo con una numerosa presenza di specie diverse soprattutto nell’ambito boscato delle fasce più alte. Una citazione particolare deve essere riservata ai tetraonidi rappresentati dal francolino di monte, la pernice bianca, il fagiano di monte, il gallo cedrone e la coturnice ovunque in regresso nell’arco alpino che qui trovano ancora condizioni ottimali di vita soprattutto nelle pendici meridionali del Monte Baldo.

### Biodiversità
- Due pozze: si tratta di un pianoro a 1295 metri d’altezza, punto di partenza e arrivo di molti itinerari del Baldo. Qui è possibile trovare una pozza d'alpeggio circondata da praterie e splendidi boschi di faggio, ricca di anfibi che qui vengono a riprodursi durante la stagione primaverile-estiva. In origine le pozze erano due, ma ne è rimasta solo una.
- La faggeta: la faggeta tra Ortigara e Pralungo è un'area vasta del Monte Baldo con alberi secolari dall’aspetto imponente. In questo luogo suggestivo si possono ancora osservare piccoli pianori e tracce della fabbricazione dei carbone da legna, attività che i carbonai svolgevano nel periodo estivo fino all’inizio dello scorso secolo.[13]
- La coltivazione dei Marroni D.O.P.: la coltivazione del castagno nell’area baldense risale al 1285 circa, successivamente, in un documento del 1352, vi è la testimonianza di castagni coltivati nei terreni di Lubiara e di Caprino Veronese. Il castagno inizialmente veniva coltivato sulla fascia tra i 600 e i 900 metri, in seguito, nell’Ottocento, la loro diffusione interessò sia il versante orientale sia quello occidentale del Baldo e in modo particolare San Zeno e le sue contrade. Con l'obiettivo di preservazione, l'Associazione Castagnicoltori nasce nel 1997 e grazia anche al suo contributo, nel 2003 il marrone di San Zeno di Montagna è stato riconosciuto come prodotto a denominazione di origine protetta (DOP).[14][15]
- Castagno di Fintanorbole: situato lungo la carreccia che conduce da Lumini a Fintanorbole, con circonferenza del tronco di 7,45 metri e altezza di 15 metri, si tratta del più grande esempio di castagno a San Zeno di Montagna. Si stima che abbia oltre 300 anni.Paesaggio San Zeno di Montagna

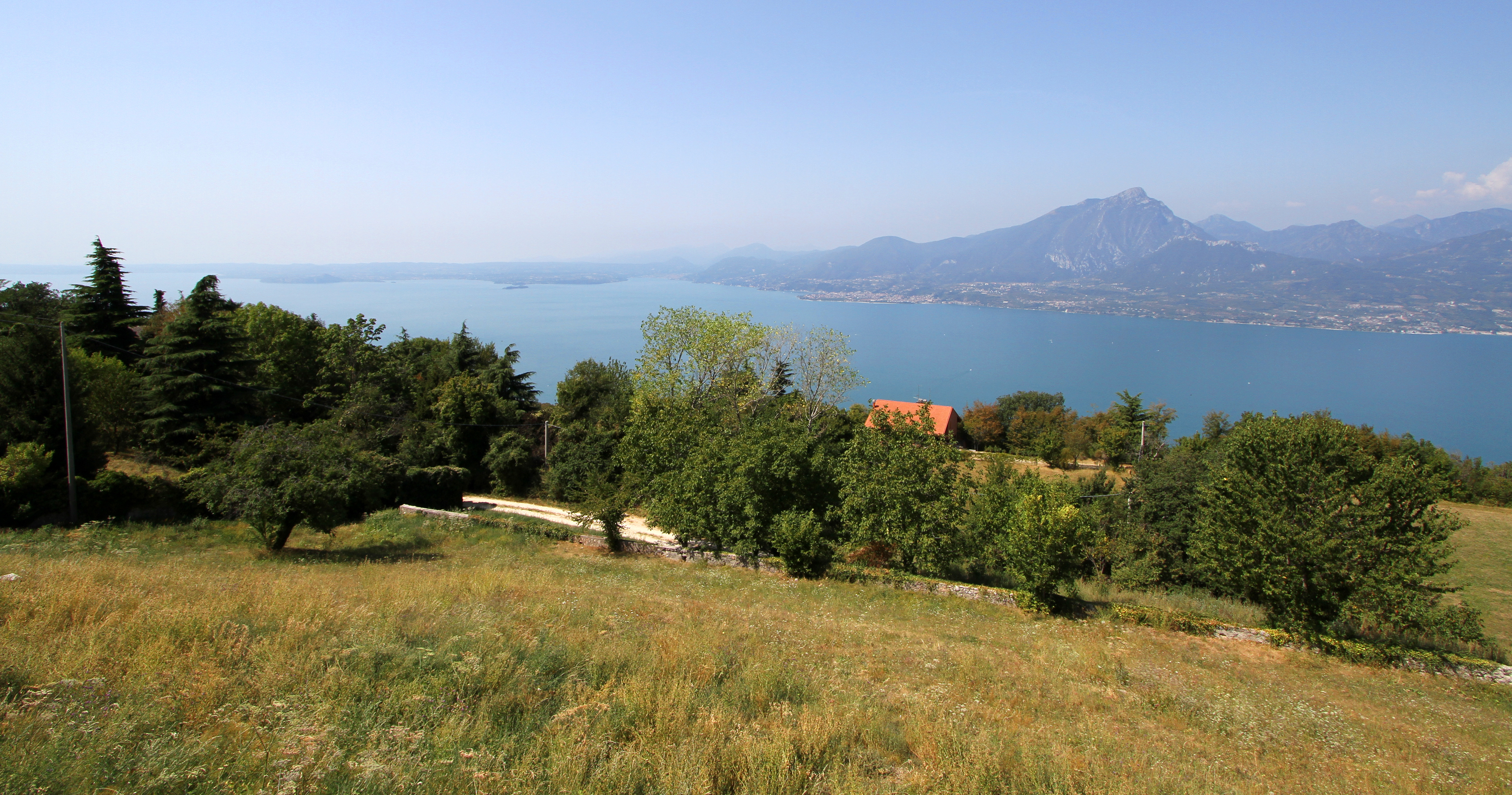
Paesaggio San Zeno di Montagna

- Castagno della Vergine dei Lumini: questo enorme castagno è dedicato alla Vergine Maria, al suo interno è possibile notare ricavata una nicchia dove è stata posta una statuetta della Madonna del Castagnar. In onore della Assunzione della Beata Vergine Maria, il 15 di agosto si celebra la santa messa ai suoi piedi e dopo si pranza tutti in compagnia nello splendido castagneto circostante. Questo castagno ha circonferenza di 5,67 metri, altezza di 24 metri ed età stimata di oltre 200 anni.[16][17]

### Aree protette
Il territorio comunale di San Zeno di Montagna è interessato dalla presenza di due siti Natura 2000:
- Monte Baldo Ovest;
- Monte Luppia e Punta San Vigilio.[18]

## Storia
La presenza di gruppi di cacciatori nomadi nella zona di San Zeno risale al paleolitico, ma i primi insediamenti stabili sono del neolitico. Successivamente i Romani giunsero nella zona nel I secolo a.C.: la loro permanenza è testimoniata da tombe, urne funerarie e tegole.
Una delle prime fonti scritte su San Zeno è l'atto con cui il regno longobardo cedeva al comune di Verona il distretto del Garda (1193). In questo periodo si presume che la famiglia "proprietaria" della zona erano i Dal Verme.
Intorno alla metà del '200, il feudo di San Zeno di Montagna, assieme ad altri possedimenti, viene assegnato a Nicola Dal Verme, uomo d'arme e giurista, politico e diplomatico degli Scaligeri. Proprietà che verranno concesse l dall'abate del monastero di San Zeno che le aveva in vicariato. A lui succederanno i figli Pietro e Giacomo, già signore di Bagnolo e di Nogarole Rocca. Dopo il bando a Pietro ed ai figli i feudi verranno trasmessi agli eredi diretti di Giacomo fino ad Ugolino.
Un diploma del 1351 conferma ai Dal Verme il vicariato di Montagna, con Pesina e Ceredello (Caprino Veronese) e Albisano (Torri del Benaco), mentre un diploma del 1354 assegna molte terre e pascoli sul Monte Baldo. In aggiunta, in questo periodo venne costruito un castello sui resti di una villa romana.
Nel 1377, dopo il perdono dal bando del 1354, rientrarono come co-eredi anche i cugini Taddeo Dal Verme e soprattutto Jacopo Dal Verme, grande condottiero, signore di Sanguinetto, Asparetto, Caprino Veronese, Isola della Scala, Bobbio e Val Tidone ed altri feudi nel pavese e nel piacentino. Alla sua morte però, avvenuta nel 1409, subentra totalmente il figlio Luigi Dal Verme (o Alvise), conte imperiale di Sanguinetto (feudo e titolo che assommerà tutti i feudi veronesi), e conte di Bobbio e Voghera, Castel San Giovanni e val Tidone e signore di altri feudi, che erediterà totalmente come unico proprietario dai cugini, ma nel 1437 verranno confiscati tutti i feudi veneti per la definitiva alleanza con Milano, rimanendo in eredità trasmissibile solo titolo nobiliare di conti di Sanguinetto.
Periodo favorevole per il paese di San Zeno è quello che combacia con l'inizio della dominazione veneziana: portò infatti grandi benefici e, in generale, ripercussioni positive per l'economia locale. Successivamente però, tra il 1797 ed il 1814, entra a far parte dei domini napoleonici, ma dopo la sconfitta francese il territorio passa all'Austria fino al 1866 (terza guerra di indipendenza).
Resterà un paese di confine fino all'annessione del Trentino al termine della prima guerra mondiale.

### Patrimonio archeologico
Risalgono al Paleolitico Medio i reperti più antichi ritrovati nel territorio del comune di San Zeno di Montagna, si tratta di manufatti di selce del Musteriano caratteristici del tipo umano neanderthaliano. Il reperto più antico, fu trovato in superficie a San Bartolomeo di Prada, una punta di pietra scheggiata da innestare su legno. Negli anni '80 un paio di selci alterate da processi chimici di color biancastro furono ritrovate nei pressi della località di Lumini. Diversi utensili litici, risalenti al mesolitico, furono rinvenuti a Sperane di Lumini e sul monte Risare. A Costabella si segnala uno sporadico ritrovamento in superficie di un piccolo nucleo fusiforme di selce scheggiata di cultura Campignana risalente al neolitico superiore. I rilievi montuosi più sud-occidentali del territorio comunale sono interessati da alcune incisioni rupestri risalenti all'età del bronzo. Allo stesso periodo si possono far risalire l’origine del toponimo Borno, in italiano assume il significato di "scheggia" o "parte di una roccia".

#### Necropoli di Ca' Montagna
La necropoli è stata scoperta nell'intervento condotto durante l'estate 2020, in occasione di lavori edili per la costruzione di un nuovo complesso residenziale. Si trova nella contrada più antica del paese, Ca' Montagna, dove sorge l'edificio più antico e importante dell'abitato di San Zeno: Ca' Montagna, il cui nucleo originale appartiene al 13º/14º secolo. A 50 mt da qui, è stata ritrovata una necropoli, all'interno di un'area ritenuta a rischio archeologico nel PAT comunale, in ragione di vecchi rinvenimenti sporadici di materiali protostorici (anni Settanta del Novecento, con nessuna collocazione precisa). In generale, nel comune i dati archeologici erano limitati e quasi nulli, uno dei problemi è che negli anni Ottanta del Novecento circa ha visto un grande sviluppo edilizio incontrollato poiché è diventato un grande luogo di villeggiatura rinomato e tutte le nuove costruzioni non sono state seguite e controllate sotto il punto di vista archeologico come accadeva di norma all'epoca.
Una volta eseguito lo scavo sul campo, sono state rinvenute delle sepolture sulle tre sezioni principali risparmiate dallo scavo di fondazione degli edifici. Una volta aperto lo scavo si è provveduto ad arrivare fino a nord e ovest ai limiti della proprietà, a sud invece si è potuto indagare il limite naturale della necropoli fino all'affioramento di banchi rocciosi che sono molto presenti nella zona (scaglia rossa).
Si è constatato che lo scavo e l'ubicazione di questa necropoli si trovano alla base di un conoide di deposito che porta verso sud ai terreni colluviali delle quote più alte, privo di qualsiasi rinvenimento archeologico. Sono state rinvenute 18 sepolture, suddivise in 3 gruppi: ovest, nord, sud. Alcune di queste su due quote diverse, dove parte di esse sono andate a rompere quelle inferiori. Particolarità delle tombe del gruppo sud è che sono state poste negli avvallamenti naturali del terreno, sfruttandoli.
Si tratta di 18 inumazioni singole, tutte a fossa terragna ma non completa poiché buona parte delle coperture erano fuori terra, deposizione in nuda terra senza un fondo e in spazio vuoto, riempito nel tempo da depositi colluviali. Le coperture sono principalmente in lastre di scaglia rossa, roccia locale affiorante, queste non sono smozzate ma selezionate per le loro dimensioni, senza quindi alcun lavoro preliminare. L'orientamento è in due direzioni con la testa a nord o la testa ad ovest. Per quanto riguarda il piano altimetrico, si trova tra 585,13 e 586,54 sul livello del mare, quota importante per la sepoltura.
L'ipotesi è che, trattandosi di sepolture molto semplici, senza corredo, si tratti di individui di ceto sociale medio-basso. Il quadro storico è chiaramente da approfondire, grazie anche agli studi approfonditi dell'equipe del professor Brogiolo. La questione è la seguente: la situazione che esiste a poca distanza da qui, San Zeno è subito al di sopra di Garda e Torri, sedi di civitates in quest'epoca, è possibile quindi far rientrare San Zeno di Montagna tra i possedimenti del monastero di San Colombano del priorato di Bardolino che dipende dall'abbazia di San Colombano di Bobbio e dipende dal grande feudo di Bobbio, che in epoca longobarda controlla gran parte dei feudi gardesani. Bisogna capire se l'influenza monastica arriva fin quassù e chiaramente a cosa è legata, ragioni economiche e politiche.
Dagli studi, viene mostrato che l'ubicazione di San Zeno di Montagna sembra costituire un luogo di passaggio verso l'alto lago, offrendo risorse importanti come pascoli, legname e alcuni tipi di coltivazione.

### Simboli
Lo stemma rappresenta l'immagine del vescovo Zeno, nell'iconografia classica ripresa dalla scultura in marmo policromato del XIV secolo del San Zeno che ride conservata nella basilica veronese, e alle cui spalle sono raffigurate delle cime montuose e uno specchio d'acqua simboleggiante il lago di Garda, sul quale si affaccia il paese.
Il gonfalone è un drappo di rosso.

## Monumenti e luoghi d'interesse

### Architetture religiose

#### Chiese

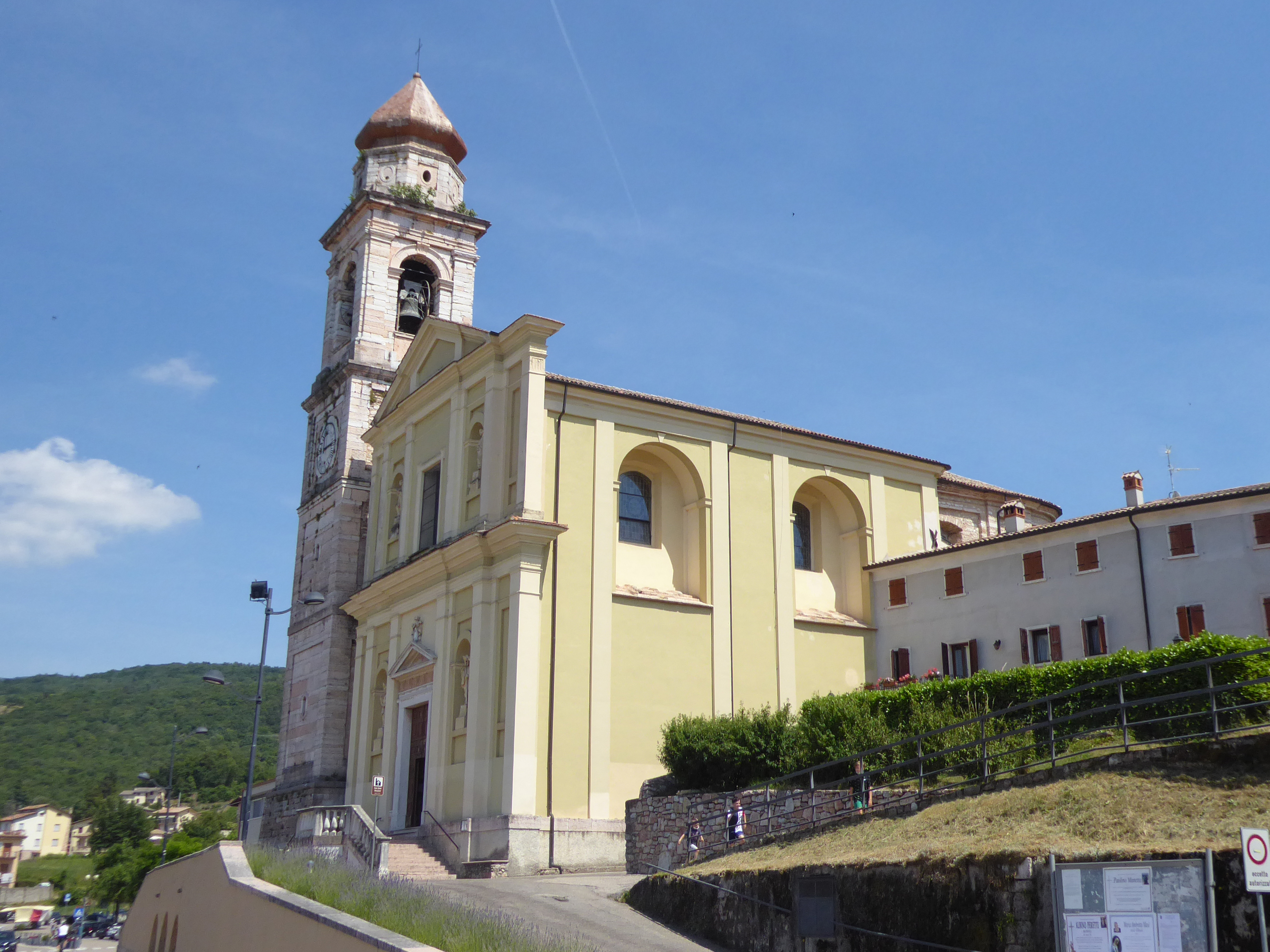
Chiesa parrocchiale di San Zeno di Montagna

- Chiesa di San Zeno Vescovo: è la chiesa parrocchiale del comune ed è intitolata a San Zeno. Eretta nella seconda metà del Settecento su disegno dell’architetto Alessandro Peduzzi, sorse sui resti di una preesistente cappella quattrocentesca, di epoca romanica. Venne ampliata e ristrutturata in seguito al rinnovamento delle architetture religiose successive al Concilio di Trento. All'interno è possibile trovare numerosi altari di pregio, marmi policromi e fregi. L'altare posto verso l’abside è dedicato alla Madonna del Rosario, dove è situata la seicentesca statua della Madonna del Rosario, conosciuta come Madonna della Cintura. Ella è oggetto di una particolare devozione da parte degli abitanti di San Zeno, specie in occasione della sua festa, la prima domenica di settembre, nella quale viene portata in processione. Anche l'altare maggiore riveste particolare interesse storico e artistico grazie ai suoi marmi pregiati e alla pala collocata alle sue spalle che ritrae il Santo titolare realizzata dell’artista veronese Pietro Nanin (1869). La facciata esterna è una sobria facciata a capanna, scandita da quattro lesene e da altrettante nicchie con statue di santi, tra cui San Zeno, opera dello scultore Francesco Filippini (1721).

La torre campanaria, collocata sul lato sinistro venne costruita nel 1788. È rivestita da blocchi squadrati di rosso ammonitico e di biancone ed è munita di un orologio, installato nel 1818. Alla base della torre campanaria è ben visibile la prima pietra della chiesa.

#### Le chiese minori
Oltre alla chiesa parrocchiale, nel capoluogo, troviamo altri luoghi sacri, di rilevanza per la popolazione locale. Fra questi, la chiesa di San Bartolomeo a Prada Bassa, costruita nel Cinquecento e la chiesa di Sant'Eurosia, nella frazione di Lumini, sant'Eurosia, il cui culto è praticato per benedire i frutti della terra e scongiurare tempeste, fulmini e grandinate. Nella contrada di Prada Alta si trova invece la moderna chiesetta di San Francesco d'Assisi.
Sono presenti piccole cappelle anche nelle zone d’alpeggio, come la chiesetta della Madonna della Neve a malga Ortigara, risalente al Seicento, e la cappella di Sant’Eustachio al Montesel.

#### Capitelli
Un elemento architettonico di culto, tipico della zona e fortemente voluto dalla comunità, è costituito dai capitelli. Essi rappresentano l’espressione religiosa popolare e spesso è possibile trovarli agli incroci delle strade e lungo i sentieri, sui confini di proprietà agricole, all’ingresso delle contrade o sulle alture. Secondo la tradizione, le famiglie si radunavano attorno ad essi in occasione della recita del rosario, delle viae crucis, delle feste tradizionali e delle rogazioni, processioni penitenziali di propiziazione per il buon esito delle semine e dei raccolti.

### Architetture civili e militari
- Madonna della Neve: Si tratta di un edificio, con annessa chiesetta, costruito nel XVII sec. dai conti Carlotti, utilizzato come residenza estiva ma anche come rifugio per sfuggire alla peste. Qui ogni 5 agosto il CTG organizza la festa popolare e tradizionale della Madonna della Neve. Di rilevanza storico-artistica sono il portale gotico e la tavoletta della Madonna della Neve con la preghiera, posta dal CTG nel 2012.[25]
- Forte di Naole: Venne costruito dalle truppe italiane nel 1913 contro un possibile attacco austriaco dal vicino confine. Sorge sul crinale baldense a 1675 m, a sud della Bocchetta di Naole, e domina la vallata di Ferrara-Spiazzi. Nel 1914 il forte era dotato di una caserma per l'alloggio della truppa e di due appostamenti per artiglieria, uno a nord ed uno a sud. Di proprietà privata, dagli ultimi decenni del Novecento versa in grave stato di degrado.
- Palazzo Ca' Montagna: è il palazzo più antico e più bello di San Zeno di Montagna. È situato nell’omonima contrada e deve il suo nome alla nobile famiglia Montagna. Il nucleo originario dell’edificio viene fatto risalire al XIII-XIV sec. Tra la seconda metà del Trecento e i primi decenni del Quattrocento la dimora venne fatta ingrandire ed abbellire dalla famiglia Montagna, in forte ascesa in quel periodo. Alla primitiva facciata rivolta a sud venne aggiunto un porticato con tre arcate a tutto sesto a pian terreno, con profilature di mattoni, sorretti da pilastri in pietra; al piano superiore invece vennero aggiunte tre finestre trilobate in stile gotico-veneziano. Ca' Montagna attualmente è sede della sala consiliare e della biblioteca comunale, oltre che di una sala affrescata dove si tengono mostre e incontri socio-culturali. In estate il cortile si trasforma in teatro all’aperto, fungendo da suggestiva scenografia per spettacoli teatrali e musicali.[26] Gli affreschi che decorano l'interno del palazzo hanno un valore storico-artistico molto importante, in quanto costituiscono un esempio unico di decorazione d’interni, con motivi a tappezzeria, ripresa da modelli cittadini dell'epoca. Al centro della parete interna, nella primitiva facciata, prima dell’aggiunta del portico, è dipinto un gigantesco San Cristoforo, probabilmente anteriore rispetto all’apparato decorativo. Sulla parete di fronte era dipinto un grande affresco, del primo Cinquecento, raffigurante una Madonna in trono con Bambino e i santi Antonio e Zeno. Il dipinto venne poi staccato negli anni Settanta del Novecento e riportato su tela per motivi di conservazione; attualmente si trova nella sala consiliare. La decorazione di Ca' Montagna è analoga a quella delle dimore signorili di Verona e della reggia scaligera di Castelvecchio; lo stile di realizzazione fa presumere che risalga agli ultimi decenni del Trecento. L'originalità e la complessità degli affreschi di Ca' Montagna non trovano però riscontro nel territorio circostante; essi testimoniano il prestigio di cui godevano un tempo i nobili Montagna.[22][26]
- La "Muraglia Cinese": situata poco dopo Monte Sparavero (1516 m) si può raggiungere a piedi e visitare seguendo un caratteristico lungo muretto a secco che arriva fino a Bocchetta di Naole. Questa sorta di "Muraglia Cinese" del Baldo aveva la funzione di confine e di protezione del bestiame dai precipizi ad Est.
- Tenuta Cervi: La tenuta si trova sul versante occidentale del monte Baldo nel comune di San Zeno di Montagna. La sua estensione è di circa 180 ettari completamente recintati. Dai 650 m s.l.m. della portineria, salendo, si può trovare il castagneto, mentre salendo ancora il bosco di latifoglie con le piante di cerro (un particolare tipo di quercia che probabilmente dà il nome alla tenuta), per giungere ai 950 m s.l.m. della zona di Prada, dove si trovano conifere e prati estesi. Nella tenuta si sviluppano strade e sentieri facilmente percorribili anche a piedi. Nei boschi si possono incontrare daini, pecore, caprioli, ed ammirare splendide fioriture primaverili o l'armonia di colori autunnali. Nella zona centrale della Tenuta a circa 850 m. in un punto tipicamente panoramico sul Lago di Garda, si trovano alcune strutture di accoglienza. Al centro del parco è situata la chiesa dedicata al Sacro Cuore di Gesù.[27]

### Malghe e montagna
Le malghe sono un edificio tipico montano, molto presente nei comuni del Monte Baldo. Alcune di queste sono ormai inutilizzate (soprattutto quelle che non sono raggiunte da strade), ed alcune versano in stato di abbandono.
- Malga Baldense;
- Malga Traure: malga in funzione, situata lungo la strada che porta da Prada Bassa alle Due Pozze;[28]
- Baiti d'Ortigara: ubicata a 1400 m salendo verso Prada, è circondata da vasti pascoli e faggi secolari. Il baito fu costruito ai primi del Novecento e si differenzia rispetto alla tipologia comune baldense perché presenta una pianta quadrata;[28]
- Malga Zocchi: malga gestita da Veneto Agricoltura, sotto proprietà della Regione Veneto, è data in concessione al Comune di San Zeno di Montagna. È situata sul versante occidentale del Monte Baldo, in prossimità della strada che dal comune di San Zeno conduce fino al forte di Naole. La superficie complessiva di 103 Ha è costituita da pascolo (arborato, cespugliato e di bosco incolto). Oltre alla sua importanza naturalistica, Malga Zocchi è un edificio del XVI secolo di grande valore storico e culturale in quanto rappresentativo dell’organizzazione e gestione del territorio baldense dell'epoca;[28]
- Baito dei Santi: venne eretto nel 1919, è l’unica malga del baldo gardesano-caprinese che è stata trasformata e riconvertita in agriturismo;[28][29]
- Malga Montesel;
- Malga Zilone;
- Malga Valvaccara;[30]
- Baito Naole: il rudere del Baito di Naole (un tempo malga baldense), si trova su un versante dell'omonima valle che si protrae da sud-ovest a nord-est per circa 2 km. Attorno al baito si trovano i resti di altri edifici che costituivano la malga originaria, una tra le più alte del Baldo (mt 1580 slm);[28]
- Malga Pralongo[31].

## Geografia antropica

### Contrade e frazioni

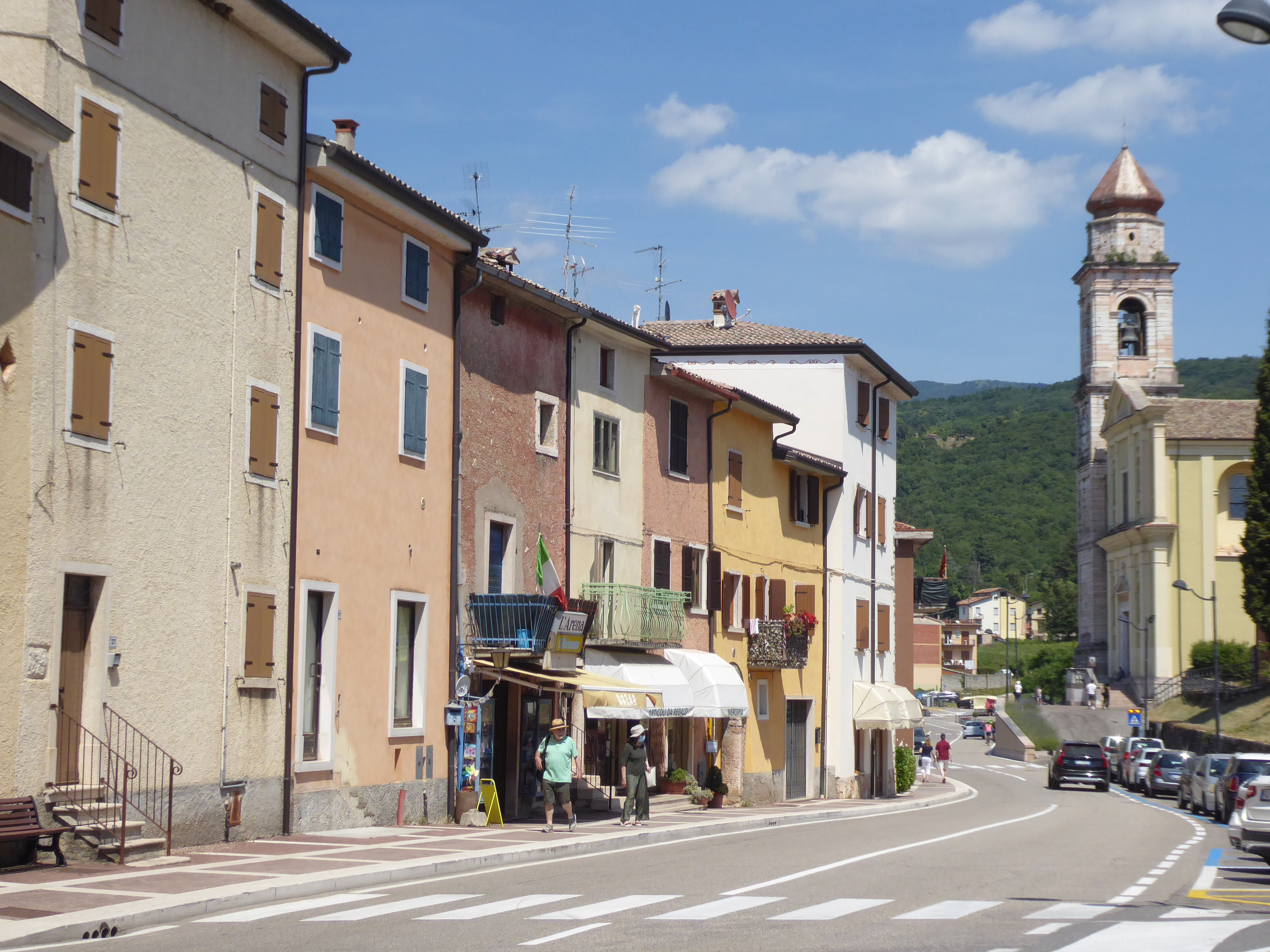
Contrade San Zeno di Montagna

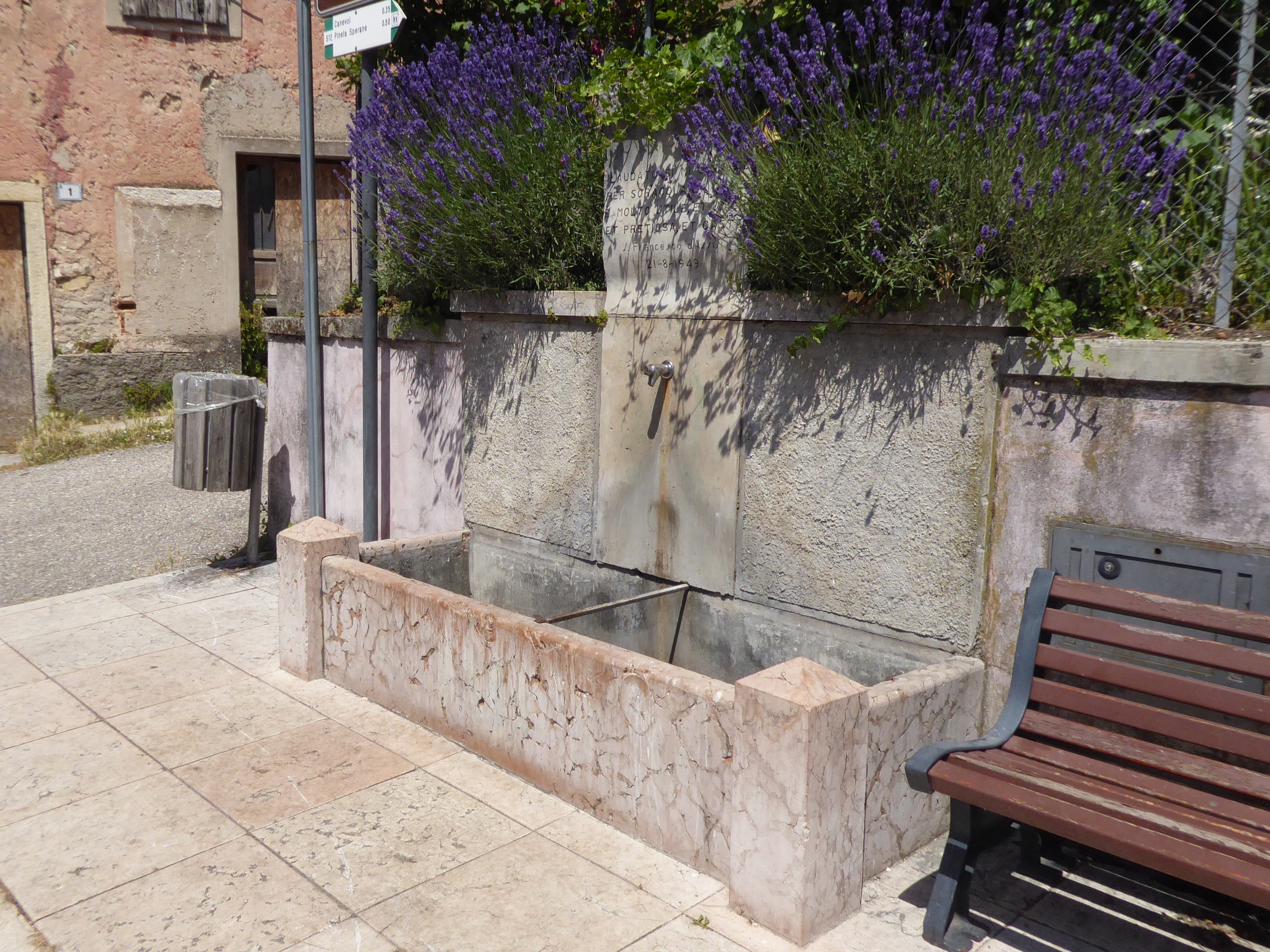
Fontana San Zeno di Montagna

San Zeno di Montagna è nato originariamente come un insieme di nuclei sparsi, identificabili con le 15 contrade: San Zeno, Ca' Montagna, Ca' Schena, Canevói, Sperane, Capra, Ca' Sartori, Le Tese, Castello, Laguna, Borno, Villanova, La Ca', Pora, Pra' Bestemà. Dagli agli anni ’60 in poi, visto le numerose nuove costruzioni sorte, tra cui strutture turistico-residenziali e nuove stalle, il paesaggio naturale e urbano è stato modificato. Il paese si sviluppa con continuità per lo più lungo la strada provinciale n. 29 che collega San Zeno a Prada. Le contrade si contraddistinguono per la loro architettura originaria, rappresentata dalle corti agricole del passato. Si tratta di insediamenti di origine medievale, ma sviluppatisi soprattutto dal XVI al XVIII secolo. Di solito sono formate da una casa padronale affiancata da case di contadini. In ogni contrada inoltre è presente una fontana per l’approvvigionamento idrico delle case e delle stalle. È possibile distinguerle nel dettaglio, in:
- Contrada Ca' Longa: situata a 692 m slm, è poco distante dalla frazione di Lumini. In questa contrada è possibile ammirare un maestoso castagno secolare: il tronco venne squarciato da un fulmine anni fa e al suo interno venne costruito un rustico capitello dedicato alla Madonna del castagnàr;[22][33]
- Prada Alta (1060 m): centro della valle, è il cuore pulsante dell'intera vallata: caratterizzato da case vecchie e nuove, rappresenta il centro turistico della zona, soprattutto nel periodo invernale, in quanto da qui partono le piste da sci di Costabella;[22][34]
- Contrada Canevoi: da quanto si evince dall’estratto del catasto austriaco, la località Canevoi apparteneva al comune di Montagna di Montebaldo. Il nucleo antico è costituito da alcuni edifici in pietra adibiti ad abitazione, stalle e a fienile. Questo piccolo borgo, un tempo molto fiorente, ha conservato l'impianto originario. Lo stato di abbandono protrattosi nel tempo, purtroppo, ha compromesso lo stato di conservazione degli edifici;[22]
- Contrada Ca' Montagna: una tra le principali, la contrada prende il nome dall’edificio più antico e più significativo del paese. Sia sotto l'aspetto storico che artistico, la Ca' dei Montagna riveste particolare importanza anche perché hanno sede numerosi servizi al pubblico, come il municipio, le scuole elementari e medie, l'ambulatorio, la farmacia, il capolinea dei pullman di linea;[22]
- Contrada Le Tese;
- Contrada Villanova;[35]
- La Cà: toponimo che significa "La Casa", in questa contrada si trova un’antica chiesetta intitolata a san Pietro insieme ad alcune case un tempo abitate da chi lavorava nella Tenuta Cervi;[22]
- Contrada Pora: situata sulla strada provinciale che porta a Prada, il suo nome deriva probabilmente da polla, che nel dialetto locale significa "sorgente". Presenta architetture semplici ma sapientemente arricchite da scale esterne in pietra, portoni con archivolto e mensole lapidee. Pora è una delle contrade meglio conservate del comune di San Zeno, solo pochissimi edifici sono stati rimaneggiati, mentre molti altri hanno conservato le caratteristiche costruttive originarie;[22][36]
- Contrada Cà Schena;
- Corrubio: situata al crocevia tra le strade che portano a Prada, Lumini e San Zeno, è circondata da prati e castagneti. Rappresenta il punto di partenza di quattro sentieri che conducono al Ponte del Diaol, la Pora, Laguna e ad alcune malghe. Il toponimo significa appunto "quadrivio";[22]
- Prada: la frazione di Prada Bassa conserva ancora oggi la cultura dei Caprinesi che salirono dalla Pianura Padana. Nel corso degli anni l’allevamento intensivo praticato in pianura ha soppiantato gli allevamenti di montagna, questo ha portato lo sviluppo di un turismo invernale e un conseguente spopolamento dei suoi abitanti che si sono spostati sul lago o a Prada Alta;[22]
- Lumini: è una delle frazioni più importanti del comune di San Zeno di Montagna. Secondo la tradizione, il nome del piccolo borgo deriva dalla presenza in passato, di branchi di lupi tenuti lontani con dei fuochi che, a distanza, durante la notte sembravano dei lumi. I primi abitanti del luogo si stabilirono in questa zona, attirati dall'estensione dei verdi prati circondati da boschi e da castagneti, luogo ideale per la pastorizia e l'agricoltura;[22][37]
- Contrada Laguna;
- Contrada Borno;
- Contrada Prà Bestemà: la contrada in passato apparteneva al comune di Cervi di Montagna, ed era composta da un nucleo ristretto di edifici distribuiti su due schiere brevi, la destinazione d'uso comprendeva case d'abitazione e stalle. Si conservano ancora le caratteristiche case in pietra con stalle e fienili annessi, anche se sono intervallate da moderne villette e residence. Le attività prevalenti della zona sono l'agricoltura e l'allevamento del bestiame;[22][38]
- Contrada Sperane;
- Contrada Capra: è possibile raggiungere questa contrada percorrendo l’antichissima "Via del carro" che un tempo, in alcuni tratti, era lastricata da grosse pietre con incisi i solchi delle ruote dei carri;[22][39]
- Contrada San Zeno: è la contrada più antica e più popolosa del paese tanto da essere considerata il centro principale del comune. È caratterizzata da numerose corti, molto ampie, al cui interno sorgono case dalla muratura in pietra locale a vista, collegate tra loro da caratteristici volti e passaggi interni che permettevano agli abitanti di rifugiarsi in caso di pericolo in passato. Qui si trova la chiesa parrocchiale dedicata a San Zeno, vescovo di Verona;[22]
- Contrada Ca' Sartori;
- Contrada Castello: il nome di questa contrada deriva dalla presenza di un antico maniero in questo luogo, molto probabilmente di proprietà della famiglia Scaligera. La posizione dominante sul Lago di Garda rappresenta un ottimo punto panoramico sul sottostante bacino e su tutto il territorio che lo circonda.[22]

## Cultura

### Eventi
- Festa del Marrone di San Zeno D.O.P.: Il Marrone di San Zeno D.O.P. è protagonista della mostra mercato del Marrone che si svolge ogni anno nel periodo autunnale di raccolta delle castagne, ovvero tra la fine di ottobre e l'inizio di novembre. In contemporanea a questa grande manifestazione si svolge anche il mercatino dei sapori, dove è possibile degustare il Marrone di San Zeno D.O.P. in tutte le sue molteplici vesti.
- Fiera San Michél: Quella di san Michele è un'antica festa montana, svolta nella contrada di Prada Bassa, che segna tradizionalmente la conclusione del periodo dell’alpeggio sul Monte Baldo. L'alpeggio estivo infatti si conclude in una data fissata: il 29 di settembre, giorno di san Michele. Come in passato, la fiera di Prada è il momento per il ritrovo dei montanari e dei malghesi. Infatti, protagonista di San Michél è proprio la gente della montagna, insieme al proprio bestiame che viene esposto sui vasti prati vicini.
- Madonna della cintura e senturel: La Madonna della Cintura è una vera e propria ricorrenza religiosa e viene onorata la prima domenica di settembre. Il culto venne diffuso dagli agostiniani. Il giorno dopo è di turno il Senturèl, festeggiamenti profani a seguito della precedente festa: dopo la messa era tutto un dentro e fuori dall'osteria, si trascorreva la notte dove capitava e al mattino ci si ritrovava per ricominciare.[40][41]

## Società

### Evoluzione demografica
Abitanti censiti

### Etnie e minoranze straniere
Parte del censimento dell'ISTAT sulla popolazione interessa anche la componente straniera residente nel comune di San Zeno di Montagna al 1º gennaio 2021. Sono stati considerati cittadini stranieri le persone di cittadinanza non italiana aventi dimora abituale in Italia e i dati sono stati ricavati in relazione ai risultati del censimento permanente della popolazione.
Gli stranieri residenti a San Zeno di Montagna al 1º gennaio 2021 sono 149 e rappresentano il 10,4% della popolazione residente.
La comunità straniera più numerosa è quella proveniente dalla Romania con il 22,8% di tutti gli stranieri presenti sul territorio, seguita dalla Germania (16,8%) e dalla Tunisia (10,7%).

## Amministrazione
| Periodo     | Periodo     | Primo cittadino     | Partito                                               | Carica  | Note   |
| ----------- | ----------- | ------------------- | ----------------------------------------------------- | ------- | ------ |
| 1975        | 1985        | Giuseppe Campagnari | Democrazia Proletaria                                 | Sindaco |        |
| giugno 1985 | maggio 1990 | Bruno Giusti        | Democrazia Cristiana                                  | Sindaco | [ 45 ] |
| maggio 1990 | aprile 1995 | Cipriano Castellani | Democrazia Cristiana                                  | Sindaco | [ 46 ] |
| aprile 1995 | giugno 1999 | Cipriano Castellani | Centro                                                | Sindaco | [ 47 ] |
| giugno 1999 | giugno 2004 | Cipriano Castellani | Centro                                                | Sindaco | [ 48 ] |
| giugno 2004 | giugno 2009 | Adriano Peretti     | Lista civica di centro-destra "Progresso in serenità" | Sindaco | [ 49 ] |
| giugno 2009 | giugno 2014 | Graziella Finotti   | Lista civica di centro-sinistra "Noi insieme a voi"   | Sindaco | [ 50 ] |
| giugno 2014 | giugno 2019 | Maurizio Castellani | Lista civica "Tradizione e Futuro"                    | Sindaco |        |
| giugno 2019 | In carica   | Maurizio Castellani | Lista civica "Tradizione e Futuro"                    | Sindaco |        |